# Adiantum monosorum
Adiantum monosorum är en kantbräkenväxtart som beskrevs av Bak. Adiantum monosorum ingår i släktet Adiantum och familjen Pteridaceae. Inga underarter finns listade.